# Damalis sphekodes
Damalis sphekodes är en tvåvingeart som beskrevs av Jason Gilbert Hayden Londt 1989. Damalis sphekodes ingår i släktet Damalis och familjen rovflugor.
Artens utbredningsområde är Tanzania. Inga underarter finns listade i Catalogue of Life.